# The Academy Is...
I The Academy Is... sono stati un gruppo alternative rock/emo-pop statunitense proveniente da Barrington, un sobborgo di Chicago. Inizialmente si chiamavano semplicemente "The Academy", ma nel 2004 aggiunsero il suffisso "Is..." per evitare controversie legali con altri gruppi aventi lo stesso nome. La band ha annunciato il suo scioglimento l'8 ottobre 2011. Il 27 maggio 2015 il cantante William Beckett ha annunciato che la band si sarebbe riunita al Riot Fest 2015 a Chicago.

## Storia

### Gli inizi (2003)
Il cantante William Beckett e il chitarrista Mike Carden facevano parte di due diversi gruppi musicali, che si contendevano la scena musicale locale di Chicago. La band di Beckett, i Remember Maine, però, ebbe vita piuttosto breve: dopo lo scioglimento, il cantante, volendo continuare a fare musica,  si mise in cerca di qualcuno che condividesse i suoi stessi gusti musicali. Poco tempo dopo anche il gruppo di Carden si sciolse e Beckett trovò inaspettatamente proprio in lui la persona che stava cercando. Dopo aver capito di avere un'affinità musicale, i due decisero di cominciare a scrivere canzoni insieme e di formare un nuovo gruppo.
La band fu creata in tempi brevi: furono reclutati Adam Siska come bassista, Adrian LaTrace Jr come secondo chitarrista e Mike DelPrincipe come batterista. La prima incisione del gruppo fu un EP, The Academy, registrato nel 2004 sotto la LLR Recordings, un'etichetta di Chicago che aveva prodotto l'unico album dei Remember Maine. Il loro lavoro fu ascoltato da Peter Wentz, bassista dei Fall Out Boy, che fu tanto colpito dallo stile del nuovo gruppo che convinse la sua etichetta, la Fueled by Ramen, a mettere sotto contratto la band.

### Almost Here(2005)
Nello stesso anno i The Academy Is... si trasferirono in Florida per registrare il loro album di debutto, Almost Here. Dopo l'incisione e un breve tour estivo, ci furono due cambiamenti nella formazione del gruppo: Tom Conrad sostituì LaTrace come secondo chitarrista, mentre Andy Mrotek subentrò a DelPrincipe come batterista. L'album è stato pubblicato l'8 febbraio 2005 e nella Billboard's classifiche arriva al numero 7 sulla Top Heatseekers, al numero 16 sulla Independent Albums, e al numero 185 sulla The Billboard 200.
Nella primavera del 2006 il gruppo partì per il suo primo vero tour, in compagnia di band come hellogoodbye, Acceptance e Panic! at the Disco.
Il 26 ottobre i The Academy Is... annunciano in un blog sul loro sito ufficiale che Tom Conrad e la band prendevano strade separate. Anche se sul blog non fornisce alcuna ragione. Tom Conrad, in seguito, in un post sul suo sito afferma di non aver mai "lasciato la band". Michael Guy Chislett si unì alla band per sostituire Conrad.
Nello stesso anno i membri di "The Academy Is..." compaiono in un breve cameo nel video di "A Little Less Sixteen Candles, a Little More "Touch Me"", dei Fall Out Boy, in cui interpretano dei vampiri.

### Santi(2007)
Il 23 dicembre del 2006 i The Academy Is... ultimarono la registrazione del loro nuovo album Santi, che fu pubblicato ad Aprile del 2007 con l'etichetta Fueled By Ramen.
La band incise "We've Got a Big Mess on Our Hands" come primo singolo dell'album, prima di pubblicare l'album il 3 aprile 2007. Aderirono insieme ai Fall Out Boy, ai +44, ai Cobra Starship, e a Paul Wall nel 2007 al'Honda Civic Tour, dopo il quale fecero "Sleeping With Giants" tour con il supporto di The Rocket Summer, Armor for Sleep e Sherwood. Durante il tour i Cobra Starship si aggiunsero come band si supporto. Il tour terminò il 24 novembre 2007 a Chicago.

### Fast Times at Barrington High(2008)
Il 19 agosto 2008 viene pubblicato dalla band l'album "Fast Times At Barrington High" con l'etichetta Fueled by Ramen.  Il titolo si riferisce al liceo William Beckett, Adam Siska, e il videografo Jack Edinger.
La prima canzone, About a Girl, fu aggiunta alla pagina MySpace della band il 15 luglio 2008 e successivamente è stata messa a disposizione da vari siti di download. Il 25 agosto About a Girl viene usata in The Hills (stagione 4, episodio 2). Inoltre hanno pubblicato Summer Hair = Forever Young e His Girl Friday sulla loro pagina MySpace e sulla pagina PureVolume. L'album è al numero 46 dei 50 migliori album del 2008 su Rolling Stone Magazine e ha raggiunto la posizione numero 17 nella The Billboard 200.

### Lost in Pacific Time(2009)
L'AP:EP Lost in Pacific Time è uscito il 22 settembre 2009 su iTunes ed è in vendita nel AP Fall Ball Tour. Una quantità limitata è venduta anche nel webstore della band.. "I'm Yours Tonight" è stata pubblicata sulla pagina MySpace della band. Un'altra traccia,"Days Like Masquerades", è stata suonata a una manifestazione anti-suicidio alla Barrington High School, a Barrington, Illinois.. William inoltre ha pubblicato o linkato i testi delle canzoni sul suo blog.. "Sputter" (feat. Andrew McMahon, cantante dei Jack's Mannequin) è stata pubblicata su Banana's Music club e linkata da William e Peter Wentz via Twitter il 21 settembre.. Il 29 settembre 2009, Wentz ha annunciato che i TAI avrebbero sustituto i The All-American Rejects per la data di St. Louis del tour dei Blink-182.

## TAITV
TAITV è una serie di video podcast realizzati dalla band. Lo show, le cui iniziali stanno per The Academy Is... TV, è stato creato per far sì che i fan potessero vedere cosa succede dietro le quinte e sul tour bus. Su iTunes sono disponibili 65 episodi (esclusa la prima serie). Guy Ripley, interpretato da Ryland Blackinton (dei Cobra Starship), ha il suo show sulla TAITV intitolato "Guy Ripley's True Things". Gli episodi della TAITV sono curati da Jack "the Camera Guy" Edinger, amico della band che appare in molti episodi. Recentemente Jack ha lasciato la regia della TAITV per curare la CobraCam.TV, la versione dei Cobra Straship della TAITV. William Beckett ha preso il posto di Jack alla regia, dice di essere molto entusiasta del fatto, ma ancora non è stato pubblicato. La vita o la morte della TAITV non è nota ma i fan aspettano con impazienza che pubblichino un altro episodio. Il 5 dicembre 2009 Adam Siska su Twitter scrive: "La TAITV non è morta. È come Ian Solo nella tomba di carbonio tra Impero e Jedi. Presto o Tardi Luke tornerà a tirare calci al culone di Jabba..."

## Formazione
- William Beckett - voce
- Michael Guy Chislett - chitarra solista
- Mike Carden - chitarra ritmica
- Adam Siska - basso
- Andy Mrotek - batteria

### Ex componenti
- Adrian LaTrace Jr - chitarra
- Mike DelPrincipe - batteria
- Tom Conrad - chitarra

## Discografia

### Album in studio
- 2005 - Almost Here
- 2007 - Santi
- 2008 - Fast Times at Barrington High

### Singoli
- 2005 - Checkmarks
- 2005 - Slow Down
- 2006 - The Phrase That Pays
- 2007 - We've Got A Big Mess On Our Hands
- 2007 - Neighbors
- 2007 - Everything We Had
- 2008 - About A Girl
- 2008 - Summer Hair = Forever Young
- 2008 - Winter Passing

### Ep
- - The Academy (2004)
- - From the Carpet (2006)
- - Warped Tour Bootleg Series (2006) (only in Rhapsody)
- - Lost in Pacific Time: The AP/EP (2009)

### Canzoni non incluse negli album
- Superman - 2:31 da The Sound of Superman OST (2006)
- Snakes on a Plane (Bring It) - 3:20

di Cobra Starship con The Academy Is..., Gym Class Heroes e The Sounds
- Black Mamba (Teddybears Remix) - 3:31

da Snakes on a Plane OST (2006)
- We've Got a Big Mess on Our Hands (Album Edit) - 3:28
- Ghost - 3:51
- Toasted Skin - 3:54

da We've Got A Big Mess On Our Hands CD Singolo (2007)
- 40 Steps - 4:29
- Everything We Had (One Take Acoustic Mix) - 4:11

bonus track Santi (2007)
- His Girl Friday (Acoustic Version) - 3:41
- Sodium - 3:46

bonus track Fast Times at Barrington High (2008)
- Tokyo Bay - 3:39

bonus track solo su Fast Times at Barrington High (2008, versione vinile)
- Every Burden Has a Version - 4:08
- About a Girl (Acoustic Version) - 3:23

da About a Girl (2009, CD singolo)
- Winter Passing - 4:28

da Winter Passing (2008, CD singolo)
- Fox on the Run - 3:16

da When in Rome OST (2010)

### Apparizioni in compilation
- 2005 - Warped Tour 2005 Tour Compilation
- 2006 - Warped Tour 2006 Tour Compilation
- 2008 - Warped Tour 2008 Tour Compilation